# Манеголд Стари
Манеголд Стари (на немски: Manegold der Ältere; * ок. 1034/1043; † малко пр. лятото 1094) е пфалцграф на Швабия (1070/1075 – 1094).

## Биография
Той е вероятно син на Адалберт († сл. 1070) и съпругата му, дъщеря на граф Манеголд II фон Дилинген († сл. 1003), която е племенница на Улрих Аугсбургски, епископ на Аугсбург (923 – 973). По други източници той е син на Фридрих фон Бюрен († сл. 1053), който е син на пфалцграф Фридрих фон Щауфен († 1070/1075), граф в Ризгау. Роднина е на папа Лъв IX (1049 – 1054) и Ото фон Бюрен, епископ на Страсбург (1083/1084 – 1100).
Манеголд е споменат като пфалцграф за пръв път през 1070 г. в документ на архиепископа на Майнц Зигфрид за манастира „Св. Якоб“ в Майнц. След пет години той се появява отново в документ на император Хайнрих IV за манастир „Клуни“, заедно с баварските и рейнските пфалцграфове. По време на борбата за инвеститурата пфалцграф Манеголд е на страната на княжеската опозиция и на страната на папата.
През 1125 г. Манеголд и съпругата му Аделхайд основават манастир Лангенау, който през 1143 г. е изместен в „манастир Анхаузен“ на река Бренц. 

## Фамилия
Манеголд Стари се жени за Аделхайд вер. фон Щауфен ?(* ок. 1040/1045; † сл. 1090) или от фамилията на графовете фон Дилинген и има децата:
- Манеголд Млади, пфалцграф 1112 – 1125 (* ок. 1065; † сл. 1125?/1143)
- Адалберт фон Лаутербург, пфалцграф 1125 – 1146 (* ок. 1070; † сл. 1146)
- Улрих (* ок. 1070/75; † сл. 1143), съосновател на манастир Анхаузен ан дер Бренц
- Валтер, епископ на Аугсбург (* ок. 1075/80; † 1153)